# Fuhlsbüttel Nord (metrostation)
Fuhlsbüttel Nord is een metrostation in het stadsdeel Fuhlsbüttel/Langenhorn van de Duitse stad Hamburg. Het station werd geopend op 1 juli 1921 en wordt bediend door lijn U1 van de metro van Hamburg.